# 弥涅耳瓦广场

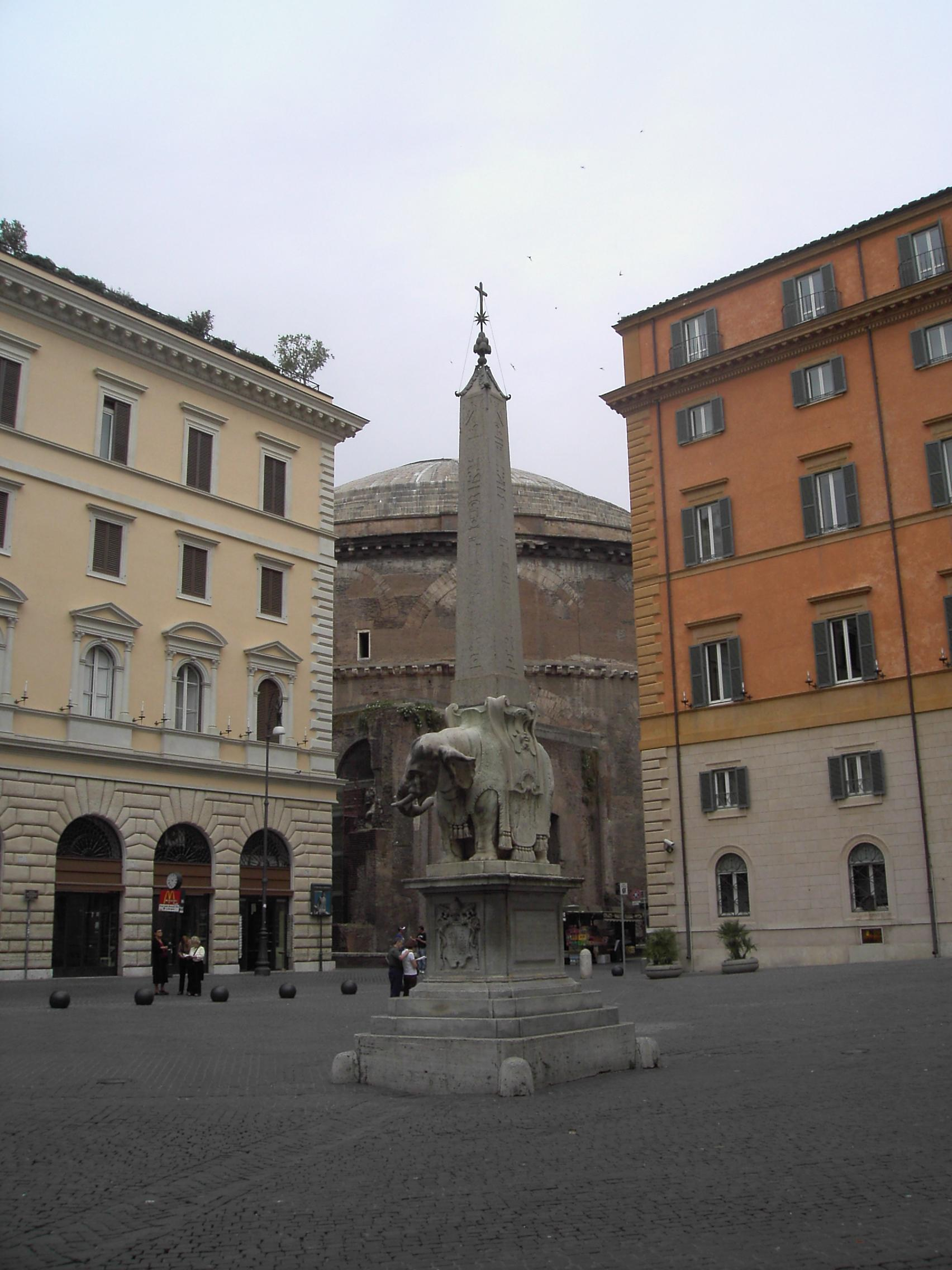
朝向万神殿的弥涅耳瓦广场

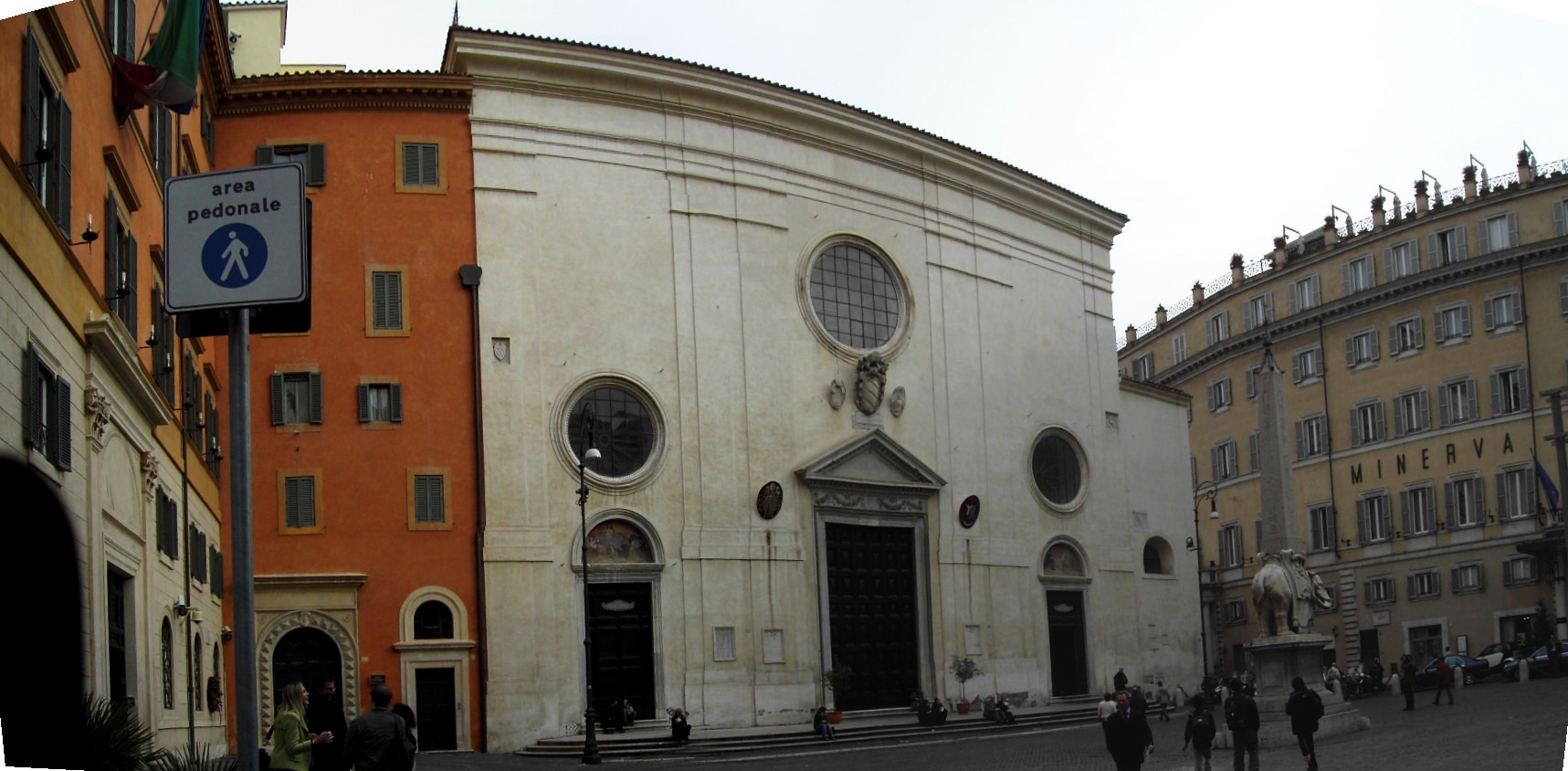
朝向教堂

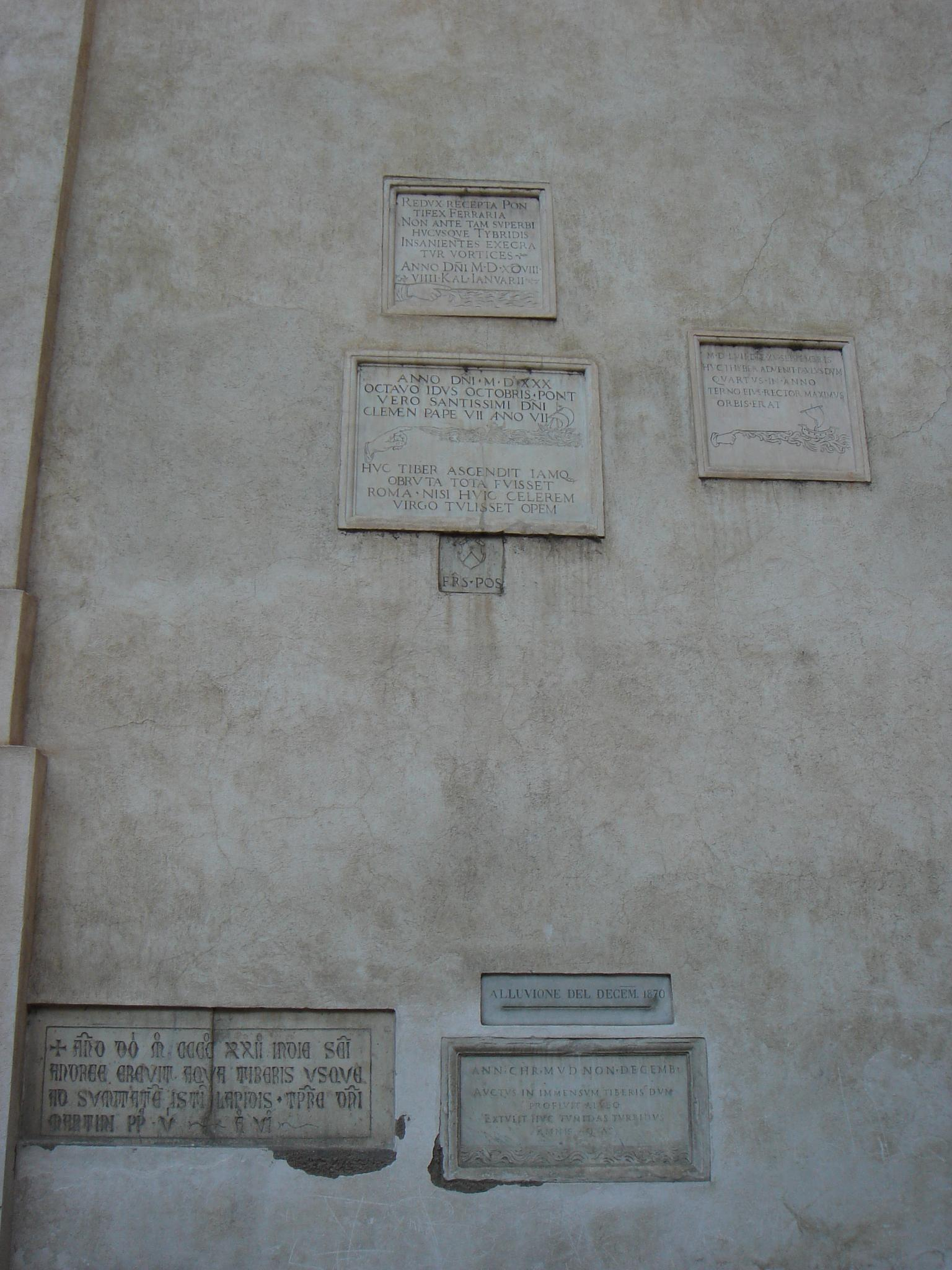
1422年到1598年台伯河洪水纪念墙

弥涅耳瓦广场（義大利語：Piazza della Minerva）是罗马市中心万神殿附近的一个广场，得名于庞培建造的弥涅耳瓦神庙遗址，神像现在收藏在梵蒂冈博物馆。 
广场上的建筑有：
- 神庙遗址圣母堂（Santa Maria sopra Minerva），其右侧是1422年到1598年台伯河洪水纪念墙 - 广场所在地区是罗马最低的地方，因此总是首先遭遇洪水的地方。
- 从1266年到1275年，此处是多明我会基地，旁边有大型修道院，占据了3座罗马神庙 - 弥涅耳瓦神庙、艾西斯神庙和塞拉皮斯神庙。从17世纪此处为异端裁判所所在，伽利略曾在此受审。多明我会建筑群除回廊很少存留下来，而回廊也经过大幅改建，在1870年成为公共教育部，还曾短期作为邮电部。回廊现在设有意大利参议院图书馆。
- 在广场中央，有1667年济安·贝尼尼設計的象和方尖碑雕塑。